# Marine Cabirou
Marine Cabirou (Millau, 12 maart 1997) is een mountainbikester uit Frankrijk.
In 2019 haalde Cabirou een derde plaats op de Wereldkampioenschappen mountainbike, en werd ze tweede in de Wereldbeker mountainbike.